# Natalja Lopuchina

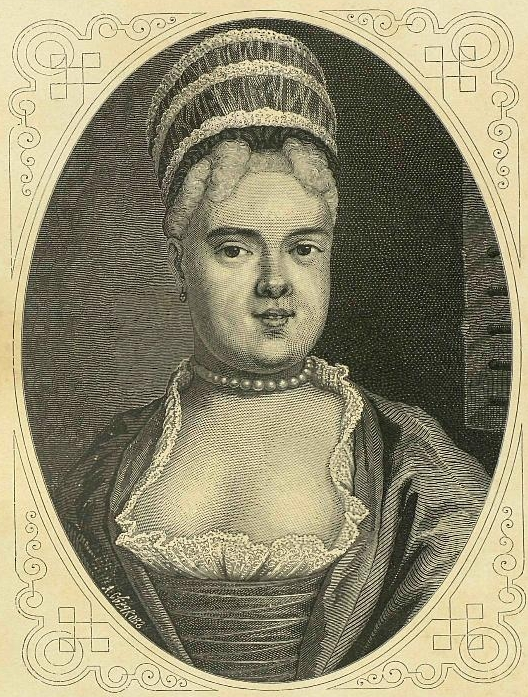
Natalja Lopuchina.

Natalja Lopuchina, född 1699, död 1763, var en rysk adelsdam och hovdam hos tsarinnan Elisabet av Ryssland. Hon var 1742-43 centralgestalt i den så kallade Lopuchinaaffären. 

## Biografi
Natalja Lopuchina var dotter till Matryona Balk och systerdotter till Anna Mons och Willem Mons. Under Anna Ivanovnas regeringstid på 1730-talet beskrevs hon som "Den vackraste blomman vid hovet i St Petersburg". Hon hade en rad uppmärksammade kärleksaffärer med flera makthavare vid hovet och ska ha uppträtt med arrogans mot Elisabet av Ryssland. När Elisabet besteg tronen 1741 tilläts Lopuchina stanna kvar vid hovet endast tack vare sin vänskap med Anna Bestuzjeva-Rjumina. 
1742 arrangerade de franska agenterna de la Chétardie och Lestocq en komplott för att förtala Lopuchina och Bestuzjeva-Rjumina för att på så sätt kunna misskreditera Bestuzjeva-Rjuminas svåger, den pro-österrikiske kanslern Aleksey Bestuzhev. Lopuchinas kärleksbrev till den förvisade greve von Löwenwolde visades för Elisabet, och hennes son Ivan Lopuchin anklagades för att på en krog ha kritiserat Elisabets smak för engelskt öl och förespråkat en återinstallering av den avsatte Ivan VI. Undersökningen fastställde att Lopuchin ofta tog emot den österrikiska agenten markis Botta d'Adorno som gäst. Man påstod då att Botta hade lovat utländsk hjälp för att återinsätta Ivan VI. Konspirationen bedöms i själva verket endast ha handlat om politiskt okloka samtal än några egentliga handlingar. Natalja Lopuchina och Anna Bestuzjeva-Rjumina dömdes som skyldiga till landsförräderi. 
Den 11 september 1743 blev de avklädda nakna offentligt i Sankt Petersburg, piskade och fick sina tungor avskurna. De förvisades sedan till Sibirien. Natalja Lopuchina fick inte tillstånd att återvända från exilen förrän efter Elisabets död 1762. Lopuchina-konspirationen betraktas som en falsk konspiration, och Elisabet antas ha känt personlig avsky och hämndlystnad mot Natalja Lopuchina.